# Jackson (Missouri)
Jackson é uma cidade localizada no estado americano de Missouri, no Condado de Cape Girardeau.

## Demografia
Segundo o censo americano de 2000, a sua população era de 11.947 habitantes.
Em 2006, foi estimada uma população de 13.255, um aumento de 1308 (10.9%).

## Geografia
De acordo com o United States Census Bureau tem uma área de
26,2 km², dos quais 26,2 km² cobertos por terra e 0,0 km² cobertos por água. Jackson localiza-se a aproximadamente 186 m acima do nível do mar.

## Localidades na vizinhança
O diagrama seguinte representa as localidades num raio de 16 km ao redor de Jackson.